# ريان مونرو
ريان مونرو (بالإنجليزية: Ryan Monro)‏ هو عازف الباس المزدوج أسترالي، ولد في 26 يوليو 1981.

## وصلات خارجية
- ريان مونرو على موقع ميوزك برينز (الإنجليزية)
- ريان مونرو على موقع ديسكوغز (الإنجليزية)